# Сімович Роман Аполлонович
Рома́н Аполло́нович Сімо́вич  (нар. 28 лютого 1901, Снятин, однойменний повіт Королівства Галичини та Володимирії, Австро-Угорщина — пом. 1984, Львів, УРСР) — український композитор, громадський діяч, викладач. Заслужений діяч мистецтв України (1954), професор Львівської консерваторії (1963).

## Життєпис
Народився 28 лютого 1901 року в Снятині в сучасній Івано-Франківській області. За три роки сім'я переїхала до Кіцманя Чернівецької області, де батько працював викладачем у гімназії. Тут Роман одержав початкову і середню освіту. Навчання музики мало несистематичний характер, а з часом перервалося через Першу світову війну.
Після розвалу австро-угорської імперії Сімович із батьками повернувся до Снятина, де 1919 року закінчив гімназію. Брав участь у хоровому і драматичному гуртках, продовжував музичні знання. До цього етапу відносять перші творчі спроби, які було втрачено.
Протягом 1921-1925 років навчався у Вищій агрономічній школі Берліна, потім вступив до Краківської консерваторії на дві спеціальності. Під час навчання у консерваторії написав кілька романсів і фортепіанних п'єс. 1929 року Сімович переїхав до Чехословаччини, продовжив навчання у Празькій консерваторії по класу композиції О. Шіна і фортепіанному факультетах, який закінчив 1933 року. Також закінчив празьку Школу вищої майстерності у професора Вітезслава Новака. Дипломною роботою композитора була увертюра для симфонічного оркестру «Карнавал».
Після повернення на батьківщину у 1936—1939 роках Сімович викладав по класу фортепіано і музично-теоретичних дисциплін Музичного інституту імені Миколи Лисенка у Дрогобичі, а пізніше у Станиславові. До цього періоду відносять велику кількість його обробок українських народних пісень для хору, сонату для фортепіано, п'єси для віолончелі та скрипки, симфонічну поему «До світла». Вже в цьому творі композитор намагався виразити прагнення українського народу до свободи.
У 1939—1942-х Сімович працює музичним редактором у радіокомітеті і викладачем Станіславського музичного училища. Під час німецької окупації мав великі проблеми з грошима, переїхав до Львова, почав педагогічну роботу у Професійній школі.
Великий злам у житті Сімовича настав після радянської окупації Львова. Композитор пише життєрадісні твори у різних жанрах. Вже в сонатині для фортепіано, написаній 1944 року, він майстерно використовує інтонації українських народних пісень. В другій половині 1940-х років Сімович переключається на створення великих музичних форм і працює над ними до останніх днів життя.
Свою першу «Гуцульську симфонію» Сімович завершив у травні 1945-го. В основі змісту симфонії лежить побут людини, її думки і почуття, породжені оточенням. «Гуцульська симфонія» — один з небагатьох творів композитора, де можна впізнати конкретні гуцульські пісні, записані автором від старої гуцулки в селі Космач. У другій симфонії («Лемківська» симфонія) — суцвіття народної музики Лемківщини. В ній важко впізнати певних пісень, але одразу відчувається стиль лемківського мистецтва.
В цих симфоніях, особливо в «Гуцульській», одним із провідних стає образ Карпатських гір. Карпати у творчості Сімовича стають персоніфікованим образом волелюбних людей, що живуть на їхніх схилах. Підтвердженням цьому є вокально-симфонічна поема «В Карпатах», написана для хору та оркестру 1949 року на слова О. Ющенка. Одночасно за роботою над цією поемою композитор працює над завершенням балету «Сопілка Довбуша», розпочатого 1946 року. Лібретто «Сопілки Довбуша» присвячена Другій світовій війні.
Напрацювання в області симфонізації українського народного танцю, Сімович втілив у симфонічній сюїті «Гуцулка», що складалася переважно з українських народних танців: аркан, коломийка, козачок. В їхній основі оригінальні народні мелодії, розроблені композитором.
З 1945 року Сімович викладає у Львівській консерваторії ім. Лисенка інструментовку, композицію та ряд інших теоретичних дисциплін — гармонію, сольфеджіо, аналіз форм. Питання інструментовки, функції тембру в оркестровій партитурі були в центрі зору Сімовича в педагогічній діяльності. 1951 року він отримав звання доцента.
Навесні 1950 Сімович починає писати великий твір — третю симфонію «Весняна», також створює симфонічну поему «Довбуш».

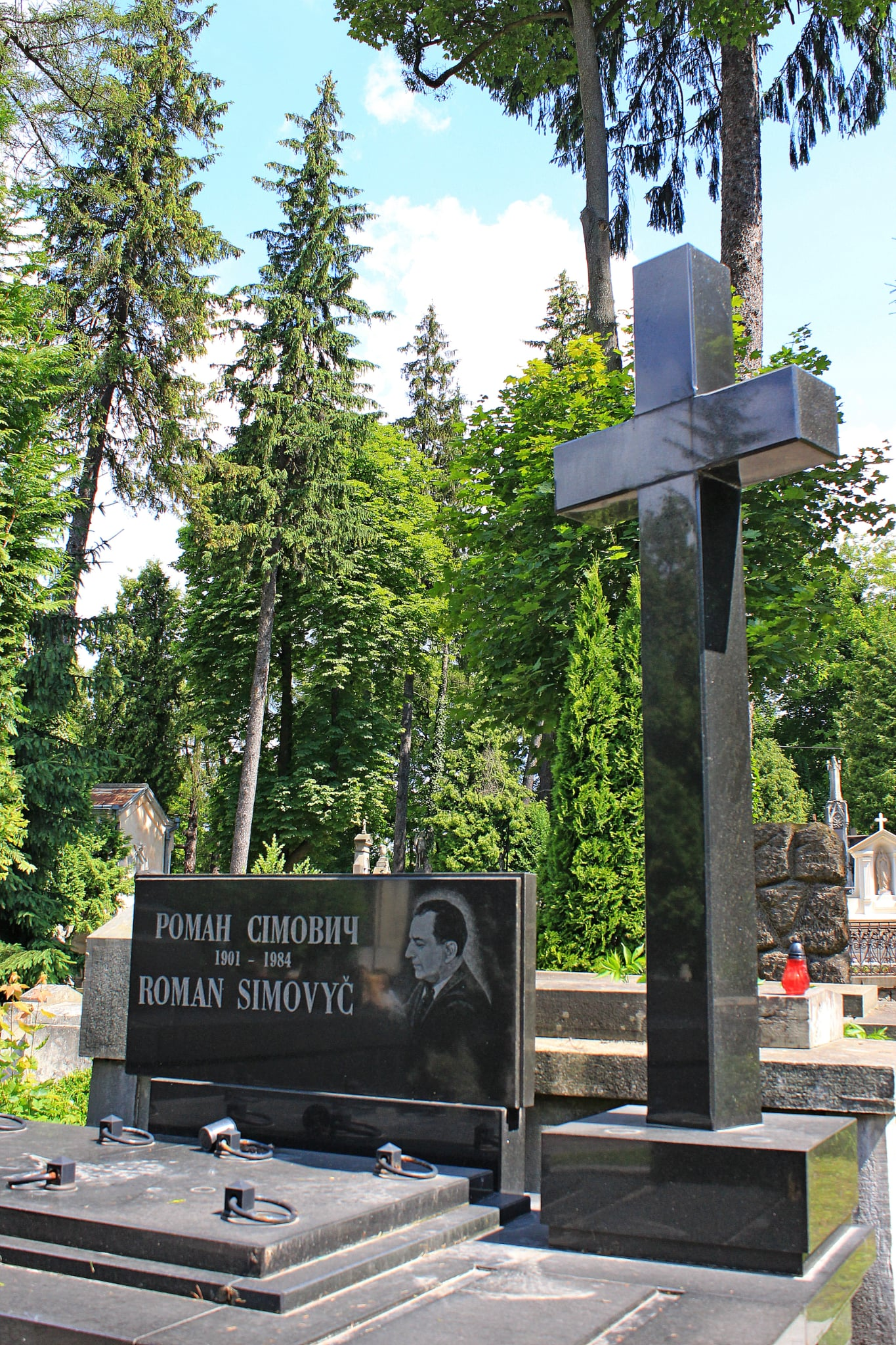
Могила Романа Сімовича на Личаківськім цвинтарі.

Історична тематика є важливим аспектом у четвертій симфонії «Героїчна», присвяченій Северину Наливайку, симфонічній поемі «Максим Кривоніс», фортепіанній фантазії, де втілено образ Петра Сагайдачного. До 100-річного ювілею з дня народження Франка композитор пише симфонічну поему «Пам'яті Івана Франка», де головною темою стає мелодія «Вічного революціонера» Миколи Лисенка.
1957 року Сімович пише ще один відомий твір — 5-ту симфонію «Гірська». 1959 року написана кантата «Квітка щастя й волі» на вірші Юрія Шкрумеляка. Цей твір завершує період творчості композитора, в якому переважає жанрове начало, оптимістичний, життєрадісний тонус.
Твори 1960–70-х років виявляють нову грань творчості композитора - епіко-драматичну лінію симфонізму, яка проступає у Шостій симфонії, а значною мірою у Сьомій симфонії та «Патетичній поемі». Цим творам властива динаміка розвитку, нагнітання напруження, широкий симфонічний розмах. Теми-образи стають учасниками подій: вони виростають до трагізму, хиляться у скорботі, розквітають посмішкою. Проста людина з усіма труднощами та радостями є героєм творів Сімовича останніх років.
1984 року Сімович помер, був похований на 5-му полі Личаківського цвинтаря у Львові.
Музикознавчі джерела, пов'язані з творчістю Сімовича, скромні, більшість з них не можна віднести до наукових розвідок. Докладніший і глибший підхід до його творчої спадщини композитора є в студентських дипломних роботах Львівської національної музичної академії.

## Твори
- Балет «Сопілка Довбуша» (1948, лібрето О.Ґериновича).

### 7 симфоній:
- Гуцульська (1945);
- Лемківська (1947);
- Весняна (1951);
- Героїчна (1954);
- Гірська (1955);
- Шоста (1965);
- Сьома (1972).

### Симфонічні поеми
- Максим Кривоніс;
- Довбуш;
- Пам'яті Івана Франка.

- Симфонічні увертюри, сюїти.
- Концерт для флейти з симфонічним оркестром (1953).
- Струнний квартет, два тріо.
- Твори для фортепіано: дві сонати, сонатина, три сюїти, варіації, рондо, фантазія.
- Твори для скрипки і віолончелі з фортепіано.
- Варіації для арфи.
- Твори для мішаного хору з оркестром і без супроводу.